# Martin Kuralt
Martin Kuralt (ur. 21 października 1757 w Žabnicy, zm. 31 grudnia 1845 w Mírovie w Czechach) – słoweński ksiądz, poeta, bibliotekarz i publicysta.

## Życiorys
Podczas nowicjatu w klasztorze w Stičnej poznał Antona Tomaža Linharta. W 1778 Kuralt opuścił zakon. Od 1782 przebywał w Lublanie, ale ze względu na kazania, w których wskazywał na moralność w ludzkiej naturze musiał opuścić biskupstwo. Od 1785 pracował w bibliotece uniwersyteckiej we Lwowie. W 1806 roku założył szkołę pszczelarską. Starał się powrócić do Lublany. W 1809 został internowany ze względu na liberalne poglądy (był zwolennikiem Rewolucji Francuskiej i Napoleona); za głoszenie poglądów antyklerykalnych został zamknięty w klasztorze w Škofi Loce, a w roku 1823 odesłany do domu poprawczego w Czechach.

## Dzieła literackie
Kuralt został członkiem pierwszej słoweńskiej akademii nauk (Akademija delovnih Ljubljančanov); w artykule Ein kleiner Versuch in krainerischen Volksliedern (Ilirski list, 1823) proponował wydanie zbioru poezji ludowej, która miałaby na celu uszlachetnianie czytelnika pięknem opisywanej przyrody, jednocześnie ukazując prawdy moralne.
Pisał wiersze okolicznościowe po łacinie i niemiecku – pisanie w języku słoweńskim pozostawił chłopom. Przykładem takiej poezji jest powstały po 1823 wiersz Jútrejna pésem èniga Krájnskega Kméta. W wierszu idee oświecenia łączy z podkreślonym stosunkiem do natury.
Idee oświecenia wyrażał nie tylko w poezji, ale i w publicystyce. Artykuły pisane po niemiecku i łacinie, dotyczyły spraw moralno-teologicznych i filozoficznych. Główną wartością był systematyczny rozwój koncepcji oświecenia. W bibliotece w Ołomuńcu zachował się jego artykuł Kurzgefasste Beantwortung eineger Fragen aus der Psychologie und Literargeschichte, w którym odpowiada na pytania, co to jest rozum, co jest początkiem ludzkiego poznania, co jest najwyższym celem człowieka i jak to osiągnąć. W artykule stara się przede wszystkim rozwiązać podstawowe pytania filozoficzne, czym jest człowiek, a czym Bóg.